# Adelophryne meridionalis
Adelophryne meridionalis é uma espécie de anfíbio da família Eleutherodactylidae. Endêmica do Brasil, pode ser encontrada penas no Parque Municipal da Lajinha no município de Juiz de Fora, no estado de Minas Gerais.